# エリザベス・ヘンストリッジ
エリザベス・ヘンストリッジ（Elizabeth Henstridge, 1987年9月11日 - ）は、イングランドの女優である。テレビシリーズ『エージェント・オブ・シールド』のジェマ・シモンズ役で知られる。

## 経歴
バーミンガム大学を卒業し、East 15 Acting Schoolで学んだ後にロサンゼルスへ移った。2012年にCWのテレビパイロット『Shelter』に主演したほか、映画『The Thompsons』、『Gangs of Tooting Broadway』、『Reach Me』に出演した。2011年にはイギリスのソープオペラ『Hollyoaks』にエミリー・アレクサンダー役で出演した。
2012年11月、ABCの『エージェント・オブ・シールド』にレギュラーキャラクターのジェマ・シモンズ役でキャスティングされた。2013年5月10日にシリーズ化が正式に決定し、2013年9月24日より放送が始まっている。

## フィルモグラフィー

### 映画
| 年   | タイトル                  | 役名 | 備考 |
| ---- | ------------------------- | ---- | ---- |
| 2014 | ゲットバッカーズ Reach Me | イヴ |      |

### テレビ
| 年          | 邦題/原題                                           | 役名             | 備考           |
| ----------- | --------------------------------------------------- | ---------------- | -------------- |
| 2013 - 2020 | エージェント・オブ・シールド Agents of S.H.I.E.L.D. | ジェマ・シモンズ | メインキャスト |